# 집장
집장은 메주를 빻아서 고운 고춧가루 등과 함께 찰밥에 버무려 장독에 담고 간장을 조금 친 뒤에 뚜껑을 닫아 두엄 속에 8~9일 묻었다가 꺼내 먹는 장이다. 여름철에 먹는다.
충청남도 예산군의 집장이 맛의 방주에 등재되어 있다.

## 같이 보기
- 등겨장